# Појениле-Могош (Алба)
Појениле-Могош (рум. Poienile-Mogoş) насеље је у Румунији у округу Алба. Општина се налази на надморској висини од 931 m.

## Становништво
Према подацима из 2002. године у насељу је живело 132 становника, од којих су сви румунске националности.